# Патруль (бронеавтомобиль)
«Патруль» — российский бронеавтомобиль, предназначенный для нужд МВД России и Росгвардии, а также ВС РФ.
Первые образцы техники «Патруль» представили в 2014 году на выставке «Интерполитех» специалисты компании «Астейс», являющейся официальным партнёром ОАО «КамАЗ». Бронеавтомобиль создан на шасси КамАЗ-4350. Изначально автомобиль предназначался для нужд спецназа Росгвардии и МВД России, но впоследствии партия автомобилей была передана на службу в вооруженные силы России и применялся в ходе боевых действий на Украине.

## Тактико-технические характеристики
- Колёсная формула: 4× 4
- Длина, мм: 7400
- Высота, мм: 3025
- Дорожный просвет, мм: регулируемый
- Полная масса, кг: 13750
- Мощность двигателя, л. с. : 260
- Максимальная скорость, км/ч: 90-100
- Грузоподъемность, кг: 1500

## На службе в Росгвардии
Изначально автомобиль должен был находиться на службе во внутренних войсках МВД, но впоследствии поступил на службу в Росгвардию.
Один из опытных образцов автомобиля поступил на службу в СОБР Росгвардии Санкт-Петербурга в марте 2017 года. В 2019 году было заявлено о планах закупки партии автомобилей для остальных частей Росгвардии. В 2023 году три новых бронеавтомобиля «Патруль» поступили на службу в подразделения Росгвардии по Ханты-Мансийскому автономному округу, включая местный СОБР и ОМОН. Также в 2023 году «Патруль» поступил на вооружении Росгвардии Запорожской области.
Помимо Росгвардии, бронеавтомобиль должен был поступить на службу в ВС РФ, в частности автомобили должны были стоять на вооружении 201-й российской военной базы в Таджикистане.

## Боевое применение
Применялся российской стороной в ходе вторжении на Украину, а также был задействован во время боевых действий в Сирии.

## Операторы
Россия:
- Росгвардия (ОМОН и СОБР)[3][8][7]
- Вооруженные силы Российской Федерации[10][11]